# Diestrammena rammei
Diestrammena rammei är en insektsart som först beskrevs av Heinrich Hugo Karny 1926.  Diestrammena rammei ingår i släktet Diestrammena och familjen grottvårtbitare. Inga underarter finns listade i Catalogue of Life.